# 孤独の太陽 (アルバム)
『孤独の太陽』（こどくのたいよう、英語: SOLITUDE SOLEIL）は、桑田佳祐の2作目のオリジナル・アルバムで、本作の10曲目の楽曲名でもある。1994年9月23日にCDとカセットテープで発売。発売元はタイシタレーベル。
2001年6月25日にリマスタリングしたCDを再発売している。また、2016年2月26日にはダウンロード配信、2019年12月20日にはストリーミング配信を開始した。

## 背景
前作『Keisuke Kuwata』から約6年2か月ぶりとなる作品。本作は桑田が「自分はこのままでいいのだろうか」と思ったことから前年まで続いたサザンオールスターズの活動を一時的に休止して制作に取り掛かり、発表された。「名曲はギター1本で歌える」というロックの基本のコンセプトで作られ、サザンの楽曲とは対照的な内向的な歌詞とアコースティックサウンドを全面に押し出している。また、製作期間中であった1994年2月に桑田の母が心筋梗塞により60歳の若さで亡くなったことも制作に多大な影響を与えた。実家で母の通夜・葬儀が行われていた頃はスケジュール的には曲を書かなければいけなかった時期だったため、桑田は母の棺の傍らで幾つかの曲を作ったことを語っている。

## 音楽性
「孤独の太陽」というタイトルは当時の桑田自身のことで「体温も表情も無いまま世の中を俯瞰で見つめているイメージ」と述べている。当アルバムは前述の通り「名曲はギター1本で歌える」というロックの基本のコンセプトで作られたが、桑田はこうしたコンセプトやサウンドでも、根底にあるのはポップスであったと後に著書で述べている。
歌詞についてはメッセージ性の強いものと評されることがあったが、桑田はそれについてやや否定的な発言をしており、「打倒せよ」「断固反対」といったはっきりとしたメッセージは言い切れていないとしている。また、制作当時は母の死も影響して行き場のない気持ちになっていたことや、社会問題などを歌うことに自信を無くしていたことも述べている。

## リリース
再発売
- 2001年6月25日（CD）VICL-60806

## ツアー
アルバム発売直後には本作を引き下げて、桑田初のソロツアー『桑田佳祐 LIVE TOUR'94 -さのさのさ-』をスタートさせた。

## 批評
発売直後、収録曲の「すべての歌に懺悔しな!!」の歌詞が長渕剛と矢沢永吉を揶揄していると決めつけられマスコミなどで話題になり、桑田は記者会見を開き報道を否定し釈明したのち、長渕と矢沢に謝罪文を送る事態となった。矢沢は桑田を気遣う対応をしたが、長渕は桑田を糾弾する発言をし、最終的に1995年1月24日に長渕が大麻取締法違反で逮捕されて、事態が一気に沈静化するまで論争が続き、奇しくもこの楽曲には「儲かる話とクスリにゃ目が無いバカヤロ様がいる」というフレーズがあったことにより、後年には「予言詞となった」などと評されることになった。音楽評論家のスージー鈴木はこの論争を「つまらない騒動」と評しており、その理由を「桑田の歌詞の意味を具体的に解釈しようとすることの意味の無さを感じるから」としている。また、泉谷しげるは「別に謝ることじゃねえだろ」とコメントし、桑田と長渕の音楽性に大きな影響を与えた吉田拓郎は「ボクは桑田クンのファンとしていえば、桑田クンは何も説明しなくてもいい、謝る必要なんてない」などと桑田の肩を持つ発言を行い、長渕をトーンダウンさせた。薬物事件以前にも長渕に暴力や女性問題などを始めとしたスキャンダルやダーティな噂が多かったこともあり、業界人の多くがそういったことに無縁な桑田を支持していたとされ、以後二人は絶縁状態となったとされる。他方で、長渕の事務所やレコード会社の社長を歴任した後藤由多加は「桑田君のプロデューサーが止めるべき。人のことを歌で言われても」と桑田に対し批判的な考えを示しており、その旨を同様の主張をした上で音楽評論家の富澤一誠も証言している。騒動が沈静化した現在では前川清、平井堅、ファンキー加藤、マキタスポーツ、AI、西内まりや、永野芽郁、博多華丸（博多華丸・大吉）、遠藤章造（ココリコ）などのように桑田と長渕の楽曲・才能・人間性を平等に認めている者も多い。なお、桑田と長渕は先述した確執や価値観の相違が取り沙汰されることも多いが、同世代であること、吉田拓郎・ボブ・ディランなどを始めとした音楽的ルーツ、国旗日の丸の掲揚および国歌「君が代」の歌唱を肯定し、生まれ育った日本への強い愛情や世界平和を希求する思いを持っていることなど、共通点も多く存在している。
かつて運用されていた公式データベースサイト『STANDOOH! AREEENA!! C'MOOOON!!!』では2001年の再発時に「人々の心に引っ掻き傷を残すような、様々な主人公が曲ごとにリアルなドラマを演じている」という批評文が掲載されている。
Mr.Childrenの桜井和寿は2016年に自身のおすすめとしてこのアルバムを挙げている。

## 受賞歴
| 年     | 音楽賞                 | 結果               | 出典   |
| ------ | ---------------------- | ------------------ | ------ |
| 1994年 | 第36回日本レコード大賞 | アルバム大賞       | [ 42 ] |
| 1994年 | 第36回日本レコード大賞 | ベスト・アルバム賞 | [ 42 ] |

## チャート成績
1994年10月3日付のオリコン週間ランキングで1位を獲得した。オリコンによる累計売上枚数は87万枚を記録している。

## 収録曲
| 全作詞・作曲: 桑田佳祐。 |                                   |           |            |                                       |      |
| #                        | タイトル                          | 作詞      | 作曲・編曲 | 編曲                                  | 時間 |
| 1.                       | 「漫画ドリーム」                  | 桑田佳祐  | 桑田佳祐   | 桑田佳祐 & 小倉博和                   | 4:53 |
| 2.                       | 「しゃアない節」                  | 桑田佳祐  | 桑田佳祐   | 桑田佳祐 & 小倉博和                   | 4:11 |
| 3.                       | 「月」                            | 桑田佳祐  | 桑田佳祐   | 桑田佳祐 & 小倉博和                   | 4:47 |
| 4.                       | 「エロスで殺して (ROCK ON)」      | 桑田佳祐  | 桑田佳祐   | 桑田佳祐 & 小倉博和                   | 3:55 |
| 5.                       | 「鏡」                            | 桑田佳祐  | 桑田佳祐   | 桑田佳祐 & 小倉博和                   | 3:14 |
| 6.                       | 「飛べないモスキート (MOSQUITO)」 | 桑田佳祐  | 桑田佳祐   | 桑田佳祐 & 小倉博和                   | 4:52 |
| 7.                       | 「僕のお父さん」                  | 桑田佳祐  | 桑田佳祐   | 桑田佳祐 & 小倉博和                   | 2:58 |
| 8.                       | 「真夜中のダンディー」            | 桑田佳祐  | 桑田佳祐   | 桑田佳祐 & 片山敦夫                   | 5:15 |
| 9.                       | 「すべての歌に懺悔しな!!」        | 桑田佳祐  | 桑田佳祐   | 桑田佳祐 & 小倉博和                   | 4:24 |
| 10.                      | 「孤独の太陽」                    | 桑田佳祐  | 桑田佳祐   | 桑田佳祐 & 小倉博和 / 弦編曲:中西俊博 | 3:21 |
| 11.                      | 「太陽が消えた街」                | 桑田佳祐  | 桑田佳祐   | 桑田佳祐 & 小倉博和 / 管編曲:山本拓夫 | 4:36 |
| 12.                      | 「貧乏ブルース」                  | 桑田佳祐  | 桑田佳祐   | 桑田佳祐 & 小倉博和 / 管編曲:山本拓夫 | 3:15 |
| 13.                      | 「JOURNEY」                       | 桑田佳祐  | 桑田佳祐   | 桑田佳祐 & 小倉博和                   | 5:34 |
| 合計時間:                | 合計時間:                         | 合計時間: | 55:15      |                                       |      |

1. 漫画ドリーム
世の中で起きている様々な出来事を「まるで漫画のようだ」と言い表して、桑田なりのフレーズで批判した楽曲[44]。
桑田とギターの小倉博和だけでレコーディングされ、ほとんどアコースティックギター一本で演奏されている[45]。
歌詞中の「あんじょう学びや」の「あんじょう」とは関西地方の比較的古い方言で「上手に」や「うまい具合に」といった意味を持つ言葉であり、いつまで経っても改善されないおかしな現状に対して「学習しなさい」と諭す意味合いがある[44]。歌詞には放送禁止用語である「ノータリン」が使われている[45]。
2007年に全国ツアーで歌われた「漫画ドリーム07」と、2009年に『桑田佳祐の音楽寅さん 〜MUSIC TIGER〜』第2期最終回で歌われた「漫画ドリーム09」では歌詞が変更され、北朝鮮による日本人拉致問題や新疆ウイグル自治区騒乱などの重大事件についても歌われ、被害者の心情に寄り添うフレーズ[注釈 6]が取り入れられた[46][48]。シンガーソングライターの佐藤龍一はウイグルでの事件に触れた「漫画ドリーム09」の歌詞を高く評価し、桑田やこの場面を放送した『音楽寅さん』のスタッフの英断を称える発言を自身のブログで行った[49]。
自身のベスト・アルバム『I LOVE YOU -now & forever-』にも収録されている。
Mr.Childrenの桜井和寿はこの曲を好きな曲として挙げている[50]。
2. しゃアない節
戦時中の兵隊の苦悩が描かれており[1]、同時にただ平和を甘受する現代を揶揄しているようにもとれるフレーズも存在している[51]。アレンジ面ではボブ・ディランからの影響が指摘されている[1]。
3. 月
4枚目シングル。
4. エロスで殺して (ROCK ON)
5. 鏡
ユニクロ「Life Wear/ちょっと遠くへ編」CMソング[注釈 7]。
ベスト・アルバム『TOP OF THE POPS』と『いつも何処かで』にも収録されている。
6. 飛べないモスキート (MOSQUITO)
「モスキート」とは蚊の意味である[53]。
歌詞の舞台は学校の教室であり、桑田は作詞をする際に自身の学生時代を思い出し、いじめられていたり、貧乏であったり、障害があったりするような友達のことを思い浮かべたという[54]。いじめや差別などをテーマにしているが、桑田は安易に「いじめてはいけない」「差別してはいけない」と説法したり警告したりする気は無かったといい、「そんな詩を僕が書いても、きっと誰の心の奥にも響かないだろう」といった旨を著書で述べている[54]。
ベストアルバム『TOP OF THE POPS』にも収録されている。
7. 僕のお父さん
アコースティック・ギターとブルースハープのみで演奏されたフォークソング風の曲調の楽曲。
桑田と小倉だけでレコーディングされた。
制作期間中の母親の死が影響を与えている[55]。
山下達郎はこの曲を気に入っており、自身のラジオ番組『山下達郎のサンデーソングブック』で流したことがある[55]。
8. 真夜中のダンディー
3枚目シングル。
9. すべての歌に懺悔しな!!
自身出演のキリンビバレッジ『JIVE』CMソング。
5枚目シングル「祭りのあと」のカップリング曲として後にシングルカットされた。発売当時は前述のこともあり話題となった。
10. 孤独の太陽
アルバムのタイトル曲。桑田はこの曲の歌詞について「ブライアン・ウィルソンへの想いを込めた」と語っている[56]。
11. 太陽が消えた街
12. 貧乏ブルース
音楽評論家の中山康樹は、本楽曲に対し「基本になっているのはボブ・ディランの『サブタレニアン・ホームシック・ブルース』」と述べている[57]。
13. JOURNEY
ユニクロ「Life Wear/フリース 地上と宇宙編」CMソング[注釈 8]。
「月」と同様に亡き母に送る歌と明言されている[2]。
平松八千代が自身のアルバム『TRAVELLING SOUL』の中でカバーしている[59]。
ベスト・アルバム『TOP OF THE POPS』と『いつも何処かで』にも収録されている。

## 参加ミュージシャン
| 漫画ドリーム - 桑田佳祐:Vocals, Harmonica - 小倉博和:Electric & Acoustic Guitars しゃアない節 - 桑田佳祐:Vocals, Harmonica - 小倉博和:Electric & Acoustic Guitars, Bass - 片山敦夫:Organ - 小田原豊:Drums - 松本賢:Computer Operation 月 - 桑田佳祐:Vocals, Harmonica - 小倉博和:Electric Slide Guitar & Acoustic Guitar, Bass, Banjo - 原由子:Piano - 小林武史:Organ - 松本賢:Computer Operation - 加藤茂:Drums Programming Assist エロスで殺して (ROCK ON) - 桑田佳祐:Vocals, Harmonica, Acoustic Guitar - 小倉博和:Electric Guitar, Bass - 小林武史:Piano, Keyboards - 小田原豊:Drums - 今野多久郎:Tambourine, Cowbell - 松本賢:Computer Operation 鏡 - 桑田佳祐:Vocals, Harmonica - 小倉博和:Acoustic Guitars, Banjo, Dobro - 根岸孝旨:Bass - 山本拓夫:Soprano Sax - 松本賢:Computer Operation - 加藤茂:Drums Programming Assist 飛べないモスキート (MOSQUITO) - 桑田佳祐:Vocals, Harmonica, Acoustic Guitar - 小倉博和:Electric Guitar, Bass - 小林武史:Piano, Organ, Keyboards - 今野多久郎:Tambourine - 松本賢:Computer Operation 僕のお父さん - 桑田佳祐:Vocals, Harmonica - 小倉博和:Acoustic Guitar | 真夜中のダンディー - 桑田佳祐:Vocals, Electric Guitar - 小倉博和:Electric & Acoustic Guitars, Back Vocals - 根岸孝旨:Bass - 片山敦夫:Keyboards, Back Vocals - 今野多久郎:Tambourine - 角谷仁宣:Computer Operation すべての歌に懺悔しな!! - 桑田佳祐:Vocals, Harmonica, Percussions - 小倉博和:Electric & Acoustic Guitars - 根岸孝旨:Bass - 片山敦夫:Organ - 今野多久郎:Conga - 松本賢:Computer Operation 孤独の太陽 - 桑田佳祐:Vocals, Harmonica - 小倉博和:Electric & Acoustic Guitars - 小林武史:Piano, Organ - 今野多久郎:Tambourine - 中西俊博:Violin - 桑野聖:Violin - 細川亜維子:Violin - 永山利彦:Cello - 松本賢:Computer Operation 太陽が消えた街 - 桑田佳祐:Vocals, Harmonica, Cowbell - 小倉博和:Electric Guitars, Bass - 原由子:Electric Piano, Back Vocals - 片山敦夫:Organ - 今野多久郎:Conga - 山本拓夫:Tenor & Baritone Sax - 荒木敏男:Trumpet - 松本賢:Computer Operation 貧乏ブルース - 桑田佳祐:Vocals, Harmonica - 小倉博和:Electric & Acoustic Guitars - 根岸孝旨:Bass - 小田原豊:Drums - 山本拓夫:Tenor & Baritone Sax - 松本賢:Computer Operation - 田崎良子:Back Vocals JOURNEY - 桑田佳祐:Vocals, Harmonica - 小倉博和:Gut & Acoustic Guitars, Bass - 原由子:Organ - 松本賢:Computer Operation |

## ライブ映像作品
| 曲名                          | 作品名                                                | 備考 |
| ----------------------------- | ----------------------------------------------------- | --- |
| 漫画ドリーム                  | すべての歌に懺悔しな!! -桑田佳祐 LIVE TOUR '94-       | |
| 漫画ドリーム                  | 桑田さんのお仕事 07/08 〜魅惑のAVマリアージュ〜       | 「漫画ドリーム07」として歌詞を変更し、バンド編成にアレンジして演奏された。                                                                                 |
| 漫画ドリーム                  | 桑田佳祐の音楽寅さん 〜MUSIC TIGER〜 あいなめBOX      | DISC 5「♯21 寅さんは永遠に不滅ですSP」に収録。「漫画ドリーム09」として歌詞を変更して演奏された。                                                           |
| しゃアない節                  | すべての歌に懺悔しな!! -桑田佳祐 LIVE TOUR '94-       | |
| しゃアない節                  | がらくたライブ                                        | |
| 月                            | →「 月#ライブ映像作品 」を参照                        | |
| エロスで殺して (ROCK ON)      | すべての歌に懺悔しな!! -桑田佳祐 LIVE TOUR '94-       | |
| エロスで殺して (ROCK ON)      | LIVE TOUR 2021「BIG MOUTH, NO GUTS!!」                | |
| 鏡                            | お互い元気に頑張りましょう!! -Live at TOKYO DOME-     | |
| 飛べないモスキート (MOSQUITO) | すべての歌に懺悔しな!! -桑田佳祐 LIVE TOUR '94-       | |
| 僕のお父さん                  | D.V.D. WONDER WEAR 桑田佳祐ビデオクリップス2001〜2002 | |
| 真夜中のダンディー            | →「 真夜中のダンディー § ライブ映像作品 」を参照      | |
| すべての歌に懺悔しな!!        | →「 祭りのあと#ライブ映像作品 」を参照                | |
| 孤独の太陽                    | ごはん味噌汁海苔お漬物卵焼き feat. 梅干し             | 完全生産限定盤A・B封入のBlu-ray・DVDに収録。2021年3月7日にブルーノート東京で開催した配信限定ライブ『静かな春の戯れ ～Live in Blue Note Tokyo～』での歌唱。 |
| 太陽が消えた街                | 未収録                                                | |
| 貧乏ブルース                  | すべての歌に懺悔しな!! -桑田佳祐 LIVE TOUR '94-       | |
| JOURNEY                       | 未収録                                                | |